# Виборчий округ 80
Виборчий округ 80 — виборчий округ в Запорізькій області. В сучасному вигляді був утворений 28 квітня 2012 постановою ЦВК №82 (до цього моменту існувала інша система виборчих округів). Окружна виборча комісія цього округу розташовується в Палаці культури імені Т.Г. Шевченка за адресою м. Мелітополь, майдан Перемоги, 4.
До складу округу входять місто Мелітополь та Мелітопольський район. Виборчий округ 80 оточений округом 81 з усіх сторін, тобто є анклавом. Виборчий округ №80 складається з виборчих дільниць під номерами 230289-230331, 230714-230781 та 231130.

## Народні депутати від округу
| Ім'я                        | Фото | Партія          | Скликання | Дата набуття повноважень | Дата припинення повноважень |
| --------------------------- | ---- | --------------- | --------- | ------------------------ | --------------------------- |
| Балицький Євген Віталійович |      | Партія регіонів | 7-ме      | 12 грудня 2012           | 27 листопада 2014           |
| Балицький Євген Віталійович |      | самовисуванець  | 8-ме      | 27 листопада 2014        | 29 серпня 2019              |
| Мінько Сергій Анатолійович  |      | самовисуванець  | 9-те      | 29 серпня 2019           |                             |

## Результати виборів

### Парламентські

#### 2019
Кандидати-мажоритарники:
- Мінько Сергій Анатолійович (1973 р.н.) (самовисування)
- Балицький Євген Віталійович (самовисування)
- Гладкий Дмитро Вікторович (Слуга народу)
- Маслов Михайло Борисович (Опозиційна платформа — За життя)
- Мінько Сергій Анатолійович (1965 р.н.) (самовисування)
- Баранов Костянтин Володимирович (самовисування)
- Будаков Ігор Анатолійович (самовисування)
- Гладишев Максим Сергійович (самовисування)
- Кусаєв Фелікс Аркадійович (самовисування)
- Куртєв Андрій Іванович (Батьківщина)
- Судаков Ігор Ігорович (Європейська Солідарність)
- Булгаков Олексій Олексійович (самовисування)

#### 2014
Кандидати-мажоритарники:
- Балицький Євген Віталійович (самовисування)
- Мінько Сергій Анатолійович (Блок Петра Порошенка)
- Романов Роман Вікторович (самовисування)
- Фокарді Олексій Коррадович (самовисування)
- Генов Тарас Сергійович (Комуністична партія України)
- Єфименко Василь Васильович (самовисування)
- Богданов Ігор Михайлович (Опозиційний блок)
- Сажнєва Марина Вікторівна (Батьківщина)
- Гарабажиу Ольга Тимофіївна (самовисування)
- Тищенко Олександр Васильович (самовисування)
- Ільчук Світлана Миколаївна (Сильна Україна)
- Семак Олександр Геннадійович (самовисування)
- Сакун Сергій Олександрович (Радикальна партія)
- Кушніренко Андрій Володимирович (самовисування)

#### 2012
Кандидати-мажоритарники:
- Балицький Євген Віталійович (Партія регіонів)
- Коротун Володимир Вікторович (самовисування)
- Іванкевич Олег Костянтинович (Комуністична партія України)
- Самбур Марина Леонідівна (Батьківщина)
- Волков Олександр Валерійович (самовисування)
- Гудзь Віктор Васильович (Конгрес українських націоналістів)
- Коржилов Микола Миколайович (самовисування)
- Пушня Андрій Григорович (самовисування)
- Нещадим Микола Іванович (Громадянська позиція)

## Явка
Явка виборців на окрузі: